# Paul-Hippolyte de Beauvilliers (książę)
Paul-Hippolyte de Beauvilliers, książę de Saint-Aignan (ur. 15 listopada 1684 w Paryżu, zm. 22 stycznia 1776 tamże) – francuski par, oficer armii lądowej, dowódca, dyplomata i ambasador.
Jego dziadkiem był François Honorat de Beauvilliers uczestnik Frondy. Paul-Hippolyte został w 1716 roku ambasadorem Francji w Madrycie. Dostąpił tam zaszczytu trzymania do chrztu infanta Filipa, syna króla Filipa V Burbona. Po powrocie do kraju, de Beauvillers został członkiem rady regencyjnej (conseil de Régence – polisynodia) w roku 1719. Po zakończeniu rządów regencji był komendantem wojskowym Hawru i ambasadorem nadzwyczajnym (ambassadeur extraordinaire) w Rzymie (1731).
Akademia Francuska przyjęła go w roku 1726 (fotel 21).